# LOVA
LOVA（Low Vulnerability）とは、火薬学においてガンパウダーなど発射薬の安全性を高めることである。日本語では低脆弱性などと訳される。
低感度爆薬と類似した概念であるが、シングルベース火薬やダブルベース火薬などのガンパウダーは低感度爆薬ほど厳しい条件を満たすことが出来ないため別の概念として分けている。
爆薬の低感度化に比べてガンパウダーの低感度化は研究が遅れており、近年になってM43がLOVA化推進薬として実戦配備されるようになった。
LOVA化が困難な最大の理由はガンパウダーは多孔粒体に加工しなければならないため、火薬としては大きな機械的強度を必要とするためニトロセルロース系に代わる新しい火薬の開発が成功していないことがある。M43は成分の70 %をRDXに置き換えることで低脆弱性を得ているが、この開発には機械的強度の低下による火薬の形成困難が問題となり、残りの30 %にセルロース系の材料を使わざるを得なかった。このため、現代においても戦車の砲弾などは発射薬の部分の誘爆問題が根本的に解決せず、弱点になっている。